# قتالات القرش
قتالات القرش (بالإنجليزية: Shark Fights)‏ كانت عبارة عن منظمة للفنون القتالية المختلطة ومقره أماريلو، تكساس. ظهرت لأول مرة في 24 أكتوبر 2008.